# پوجیو سان ویچینو
پوجیو سان ویچینو (به ایتالیایی: Poggio San Vicino) یک کومونه در ایتالیا است که در استان ماچه‌راتا واقع شده‌است. پوجیو سان ویچینو ۱۲٫۹ کیلومتر مربع مساحت و ۲۹۹ نفر جمعیت دارد.